# Da Mouth
I Da Mouth (cinese tradizionale: 大嘴巴; cinese semplificato: 大嘴巴; pinyin: Dà Zuǐ Bā) sono un gruppo hip hop taiwanese, i cui componenti sono MC 40, il DJ Chung Hua, la voce maschile Harry e la voce femminile Aisa. Hanno pubblicato il loro primo album autointitolato, "Da Mouth", il 16 novembre 2007.
Il nome cinese della band viene letteralmente tradotto come "grande bocca". Il nome inglese deriva dalla concatenazione del carattere cinese che vuoi dire "grande" (大, che diventa "dà" quando viene romanizzato col pinyin) e la traduzione della seconda metà del loro nome cinese.

## Storia
L'hip hop ballabile e divertente con tendenze funky dei Da Mouth porta qualcosa di diverso al solito mandopop tradizionale, e questo viene accentuato alla composizione dei membri. Il gruppo è formato da MC 40 che è mezzo canadese e mezzo taiwanese, il cantante uomo Harry è coreano-taiwanese-statunitense, il DJ Chung Hua è un giapponese nato a Taiwan, e la cantante donna Aisa è giapponese. Harry è cresciuto nella contea di San Mateo in California, nell'area intorno alla città di San Francisco. Dopo che suo fratello minore Mike Chang si fu diplomato alla Mills High School, entrambi tornarono a Taiwan per seguire le loro carriere musicali. MC 40 crebbe a Vancouver in Canada, sin da quando era molto piccolo. Egli scrive la maggior parte dei testi delle canzoni dei Da Mouth ed è considerato uno dei rapper migliori e più veloci di Taiwan, grazie alla sua fluidità in diverse lingue. Aisa è nata in Giappone, e originariamente era un membro delle Sunday Girls, vallette del popolare programma taiwanese Super Sunday. DJ Chung Hua è anche il produttore del gruppo, oltre ad aver vinto diversi premi internazionali come DJ.

## Discografia
| Album # | Informazioni sull'album                                                                        |
| ------- | ---------------------------------------------------------------------------------------------- |
| 1°      | Da Mouth (大嘴巴) - Pubblicato: 16 novembre 2007 - Lingua: cinese - Etichetta: Universal Music |
| 2°      | 王元口力口 - Pubblicato: 19 dicembre 2008 - Lingua: cinese - Etichetta: Universal Music        |

## Tracklist degli album

### Da Mouth
1. The Starting 4
2. Kao Guo Lai / 靠過來
3. Get You Back
4. Jie Guo Lie / 結果咧 Intro
5. Jie Guo Lie / 結果咧
6. Step On The Beat
7. Wo Yuan Yi / 我願意
8. Wo Jiu Shi Xi Huan Ni / 我就是喜歡你
9. Mr. Cool Boy
10. Da Zui Ba / 大嘴巴
11. 119
12. Wu Ke Qu Dai / 無可取代
13. Huai Qiu / 懷秋

### 王元口力口 (Wang Yuan Kou Li Kou)
1. Intro
2. Da Now Yi Chang / Da Now一场
3. King And Queen (Puma Commercial Song) / 国王皇后(Puma广告歌)
4. Jing Gu Curse / 紧箍咒
5. Declaration of Love (Kobayashi Optical Commercial Song) / 爱的宣言(小林眼镜广告歌)
6. Always by your side (Remake of Thelma Aoyama's "Soba ni iru ne") / 永远在身边
7. Falling Like Dat
8. Asalato Box
9. We wanna Party
10. Narrow Minded / 小心眼
11. Down
12. You are my angel